# Арцвашен
Арцвашен (вірм. Արծվաշեն), Башкенд (азерб. Başkend) — село в марзі Гегаркунік, на сході Вірменії. Згідно з адміністративно-територіальним поділом Азербайджану, який фактично контролює село, розташоване в Кедабекському районі Азербайджану. За радянських часів був анклавом Вірменської РСР на території Азербайджанської РСР, з серпня 1992 року контролюється Азербайджаном, вірменське населення було змушене залишити село.

## Населення
У 1873 році населення села становило 1015 осіб, у 1897 році — 1847, 1926 році — 2909, у 1939 році— 4280, у 1959 році — 4112, у 1970 році — 3368, у 1979 році — 2771 осіб.
Сьогодні в селі в основному проживають азербайджанці, оскільки Національна армія Азербайджану вигнала вірменське населення після захоплення території.
Корінне населення після вигнання перетворилося у тимчасово переміщених осіб та проживають у дуже поганих житлових умовах. Оскільки Європейське Співтовариство виділяє кошти лише для азербайджанських біженців, жителі села змушені сподіватися лише на себе та на державу, яка не здатна в повному обсязі виконати свої зобов'язання.

## Історія
Засноване у 1845 році, село було пов'язане географічно з Демократичною Республікою Вірменія до 1931 року, коли Радянським Союзом коридор був переданий Азербайджану в рамках серії коригувань меж кордонів Південного Кавказу.
Під час війни в Нагірному Карабасі, регіон також постраждав від військових дій. Арцвашен був місцем багатьох перестрілок між вірменами і азербайджанцями. Анклав знаходився під контролем Вірменії до серпня 1992 року, коли були евакуйовані 4 500 вірмен, а 12 вірменських солдатів, що прикривали відступ цивільного населення загинули при наступі азербайджанців.
Сьогодні, село практично покинуте, проживають деякі азербайджанці. Урядом Азербайджану був перейменований у Башкенд.

## Архітектура
У селі до серпня 1992 року було дві церкви — Церква Святого Іоанна і Святого Мінаса, подальша їх доля після переходу села під контроль Азербайджану невідома.
На сході Арцвашену міститься цвинтар, який місцеві жителі до свого відступу називали «Патац тун», що буквально можна перекласти як «Побудований будинок». На кладовищі було відокремлено 8 спеціальних місць, для героїв-арцвашенців, які віддали свої життя під час вірмено-татарської різанини 1905—1906 року, це: Давид, Нерсес і Сарібек Сарібекяни, Ісраель Бальян, Аракел Аракелян, Вардан Демірчян, Ісаї Данієлян і Мухі Назарян..

## Килими
За радянських часів в Арцвашені була філія Айкоргу (державна компанія «Вірменський килим»). Після вторгнення азербайджанських збройних сил, жителі Арцвашену мігрували у Шоржу, Варденіс, Абовян і Чамбарак, де вони продовжували традиції цього мистецтва: «Жінки Арцвашену дізнавалися килимарства від своїх матерів і бабусь. Багато хто з них працювали на Айкоргу протягом десятиліть.» Було ганебно для дівчини чи жінки в Арцвашені не вміти ткати килими. Навіть якщо вони не працюють для Айкоргу, вони ткали вдома і робили килими", сказала Ірина Галечян, колишній житель Арцвашену та килимар.

## Видатні уродженці
- Сарібек Чілінгарян — Герой Радянського Союзу
- Арамаїс Саакян — вірменський поет